# Puchar Europy w Lekkoatletyce 1970 – finał mężczyzn
Finał pucharu Europy w lekkoatletyce w 1970 mężczyzn odbył się 29 i 30 sierpnia w Sztokholmie. Wystąpiło siedem zespołów: sześć, które awansowały z trzech półfinałów oraz Szwecja jako gospodarz zawodów.

## Klasyfikacja generalna
| Poz. | Reprezentacja | Punkty |
| ---- | ------------- | ------ |
| 1    | NRD           | 102    |
| 2    | ZSRR          | 92,5   |
| 3    | RFN           | 91     |
| 4    | Polska        | 82     |
| 5    | Francja       | 77,5   |
| 6    | Szwecja       | 68     |
| 7    | Włochy        | 47     |

## Wyniki indywidualne
Kolorami oznaczono zawodników reprezentujących zwycięskie drużyny.

### Bieg na 100 metrów
| Lp. | Państwo | Zawodnik          | Wynik |
| --- | ------- | ----------------- | ----- |
| 1.  | Polska  | Zenon Nowosz      | 10,4  |
| 2.  | NRD     | Siegfried Schenke | 10,5  |
| 3.  | RFN     | Gerhard Wucherer  | 10,5  |
| 4.  | Francja | Alain Sarteur     | 10,6  |
| 5.  | Szwecja | Anders Faager     | 10,7  |
| 6.  | ZSRR    | Władisław Sapieja | 10,7  |
| 7.  | Włochy  | Ennio Preatoni    | 10,7  |

### Bieg na 200 metrów
| Lp. | Państwo | Zawodnik          | Wynik  |
| --- | ------- | ----------------- | ------ |
| 1.  | NRD     | Siegfried Schenke | 20,7 w |
| 2.  | RFN     | Jochen Eigenherr  | 20,9 w |
| 3.  | Polska  | Zenon Nowosz      | 21,0 w |
| 4.  | Szwecja | Anders Faager     | 21,0 w |
| 5.  | Francja | Gérard Fenouil    | 21,0 w |
| 6.  | ZSRR    | Siergiej Korowin  | 21,1 w |
| 7.  | Włochy  | Giacomo Puosi     | 21,4 w |

### Bieg na 400 metrów
| Lp. | Państwo | Zawodnik               | Wynik |
| --- | ------- | ---------------------- | ----- |
| 1.  | Polska  | Jan Werner             | 45,9  |
| 2.  | Francja | Jean-Claude Nallet     | 46,3  |
| 3.  | ZSRR    | Borys Sawczuk          | 46,7  |
| 4.  | Szwecja | Michael Fredriksson    | 47,0  |
| 5.  | NRD     | Wolfgang Müller        | 47,2  |
| 6.  | RFN     | Horst-Rüdiger Schlöske | 47,2  |
| 7.  | Włochy  | Furio Fusi             | 47,6  |

### Bieg na 800 metrów
| Lp. | Państwo | Zawodnik           | Wynik  |
| --- | ------- | ------------------ | ------ |
| 1.  | ZSRR    | Jewhen Arżanow     | 1:47,8 |
| 2.  | RFN     | Franz-Josef Kemper | 1:48,6 |
| 3.  | Polska  | Andrzej Kupczyk    | 1:48,7 |
| 4.  | NRD     | Ulrich Schmidt     | 1:49,4 |
| 5.  | Francja | Gilles Sibon       | 1:49,7 |
| 6.  | Szwecja | Jan-Ingvar Ohlsson | 1:50,3 |
| 7.  | Włochy  | Gianni Del Buono   | 1:51,2 |

### Bieg na 1500 metrów
| Lp. | Państwo | Zawodnik            | Wynik  |
| --- | ------- | ------------------- | ------ |
| 1.  | Włochy  | Francesco Arese     | 3:42,3 |
| 2.  | Polska  | Henryk Szordykowski | 3:42,5 |
| 3.  | Francja | Jean Wadoux         | 3:42,6 |
| 4.  | ZSRR    | Michaił Żełobowski  | 3:42,9 |
| 5.  | RFN     | Harald Norpoth      | 3:43,1 |
| 6.  | Szwecja | Jan-Ingvar Ohlsson  | 3:47,0 |
| 7.  | NRD     | Klaus-Peter Justus  | 3:47,7 |

### Bieg na 5000 metrów
| Lp. | Państwo | Zawodnik              | Wynik   |
| --- | ------- | --------------------- | ------- |
| 1.  | RFN     | Harald Norpoth        | 14:25,4 |
| 2.  | NRD     | Gert Eisenberg        | 14:25,6 |
| 3.  | ZSRR    | Raszyd Szarafietdinow | 14:25,8 |
| 4.  | Szwecja | Anders Gärderud       | 14:27,0 |
| 5.  | Włochy  | Giuseppe Cindolo      | 14:27,2 |
| 6.  | Polska  | Kazimierz Podolak     | 14:29,0 |
| 7.  | Francja | René Jourdan          | 14:35,6 |

### Bieg na 10 000 metrów
| Lp. | Państwo | Zawodnik           | Wynik   |
| --- | ------- | ------------------ | ------- |
| 1.  | NRD     | Jürgen Haase       | 28:26,8 |
| 2.  | ZSRR    | Nikołaj Swiridow   | 28:29,2 |
| 3.  | RFN     | Manfred Letzerich  | 28:40,0 |
| 4.  | Francja | Noël Tijou         | 29:02,4 |
| 5.  | Szwecja | Bengt Nåjde        | 29:43,6 |
| 6.  | Włochy  | Giuseppe Ardizzone | 29:43,6 |
| 7.  | Polska  | Edward Mleczko     | 29:50,8 |

### Bieg na 110 metrów przez płotki
| Lp. | Państwo | Zawodnik        | Wynik |
| --- | ------- | --------------- | ----- |
| 1.  | Francja | Guy Drut        | 13,7  |
| 2.  | Szwecja | Bo Forssander   | 14,0  |
| 3.  | RFN     | Günther Nickel  | 14,0  |
| 4.  | NRD     | Frank Siebeck   | 14,0  |
| 5.  | Włochy  | Sergio Liani    | 14,0  |
| 6.  | ZSRR    | Wiktor Balichin | 14,30 |
| 7.  | Polska  | Marek Jóźwik    | 14,4  |

### Bieg na 400 metrów przez płotki
| Lp. | Państwo | Zawodnik            | Wynik |
| --- | ------- | ------------------- | ----- |
| 1.  | Francja | Jean-Claude Nallet  | 50,1  |
| 2.  | RFN     | Werner Reibert      | 51,0  |
| 3.  | ZSRR    | Dmitrij Stukałow    | 51,2  |
| 4.  | NRD     | Christian Rudolph   | 51,3  |
| 5.  | Szwecja | Torsten Torstensson | 51,3  |
| 6.  | Włochy  | Sergio Bello        | 54,2  |
| 7.  | Polska  | Zdzislaw Serafin    | 57,5  |

### Bieg na 3000 metrów z przeszkodami
| Lp. | Państwo | Zawodnik          | Wynik  |
| --- | ------- | ----------------- | ------ |
| 1.  | ZSRR    | Władimir Dudin    | 8:31,6 |
| 2.  | NRD     | Ulrich Holbeck    | 8:36,0 |
| 3.  | Polska  | Kazimierz Maranda | 8:38,0 |
| 4.  | Włochy  | Umberto Risi      | 8:41,0 |
| 5.  | Francja | Jean-Paul Villain | 8:44,0 |
| 6.  | Szwecja | Sten Bergqvist    | 8:46,0 |
| 7.  | RFN     | Rolf Burscheid    | 8:56,6 |

### Sztafeta 4 × 100 metrów
| Lp. | Państwo | Zawodnicy                                                                | Wynik |
| --- | ------- | ------------------------------------------------------------------------ | ----- |
| 1.  | NRD     | Hans-Jürgen Bombach Joachim Walther Hermann Burde Harald Eggers          | 39,4  |
| 2.  | Polska  | Stanisław Wagner Tadeusz Cuch Edward Romanowski Zenon Nowosz             | 39,5  |
| 3.  | RFN     | Günther Nickel Jochen Eigenherr Gerhard Wucherer Josef Schwarz           | 39,6  |
| 4.  | Francja | Alain Sarteur Patrick Bourbeillon Gérard Fenouil René Metz               | 39,8  |
| 5.  | ZSRR    | Aleksandr Kornieluk Władisław Sapieja Boris Izmiestiew Walentin Masłakow | 40,1  |
| 6.  | Szwecja | Per-Ola Bergqvist Per-Olof Sjöberg Curt Johansson Anders Faager          | 40,2  |
| 7.  | Włochy  | Ennio Preatoni Franco Zandano Gino Perbellini Pasqualino Abeti           | 41,5  |

### Sztafeta 4 × 400 metrów
| Lp. | Państwo | Zawodnicy                                                           | Wynik  |
| --- | ------- | ------------------------------------------------------------------- | ------ |
| 1.  | Polska  | Jan Werner Edmund Borowski Jan Balachowski Andrzej Badeński         | 3:05,1 |
| 2.  | ZSRR    | Jewgienij Borisienko Jurij Zorin Borys Sawczuk Aleksandr Bratczikow | 3:06,3 |
| 3.  | NRD     | Rainer Friedrich Andreas Scheibe Michael Zerbes Wolfgang Müller     | 3:07,1 |
| 4.  | RFN     | Dieter Hübner Hermann Köhler Herbert Moser Horst-Rüdiger Schlöske   | 3:08,0 |
| 5.  | Francja | André Paoli Jacques Carette Gilles Bertould Jean-Claude Nallet      | 3:08,6 |
| 6.  | Szwecja | Curt Johansson Ulf Nilsson Anders Faager Michael Fredriksson        | 3:10,1 |
| 7.  | Włochy  | Giacomo Puosi Sergio Bello Furio Fusi Giorgio Ballati               | 3:12,2 |

### Skok wzwyż
| Lp. | Państwo | Zawodnik          | Wynik |
| --- | ------- | ----------------- | ----- |
| 1.  | Szwecja | Kenneth Lundmark  | 2,15  |
| 2.  | ZSRR    | Walentin Gawriłow | 2,13  |
| 2.  | Francja | Gérard Lamy       | 2,13  |
| 4.  | NRD     | Gerd Dührkop      | 2,13  |
| 5.  | Włochy  | Erminio Azzaro    | 2,11  |
| 6.  | RFN     | Hermann Magerl    | 2,09  |
| 7.  | Polska  | Lech Klinger      | 2,05  |

### Skok o tyczce
| Lp. | Państwo | Zawodnik            | Wynik |
| --- | ------- | ------------------- | ----- |
| 1.  | NRD     | Wolfgang Nordwig    | 5,35  |
| 2.  | Włochy  | Renato Dionisi      | 5,20  |
| 3.  | Francja | François Tracanelli | 5,15  |
| 4.  | Szwecja | Kjell Isaksson      | 5,10  |
| 5.  | Polska  | Wojciech Buciarski  | 5,10  |
| 6.  | RFN     | Hans-Jürgen Ziegler | 5,00  |
| 7.  | ZSRR    | Hennadij Błyznecow  | 4,80  |

### Skok w dal
| Lp. | Państwo | Zawodnik           | Wynik |
| --- | ------- | ------------------ | ----- |
| 1.  | Francja | Jack Pani          | 8,09  |
| 2.  | NRD     | Klaus Beer         | 8,07  |
| 3.  | RFN     | Josef Schwarz      | 7,99  |
| 4.  | ZSRR    | Igor Ter-Owanesian | 7,74  |
| 5.  | Polska  | Stanisław Cabaj    | 7,58  |
| 6.  | Szwecja | Stig Fässberg      | 7,43  |
| 7.  | Włochy  | Carlo Arrighi      | 7,29  |

### Trójskok
| Lp. | Państwo | Zawodnik         | Wynik |
| --- | ------- | ---------------- | ----- |
| 1.  | NRD     | Jörg Drehmel     | 17,13 |
| 2.  | ZSRR    | Wiktor Saniejew  | 17,01 |
| 3.  | Polska  | Józef Szmidt     | 16,65 |
| 4.  | RFN     | Michael Sauer    | 16,39 |
| 5.  | Włochy  | Giuseppe Gentile | 16,36 |
| 6.  | Szwecja | Bo Blomqvist     | 15,80 |
| 7.  | Francja | Raymond Privé    | 15,57 |

### Pchniecie kulą
| Lp. | Państwo | Zawodnik             | Wynik |
| --- | ------- | -------------------- | ----- |
| 1.  | NRD     | Hartmut Briesenick   | 20,55 |
| 2.  | RFN     | Heinfried Birlenbach | 19,54 |
| 3.  | Francja | Pierre Colnard       | 19,44 |
| 4.  | ZSRR    | Nikołaj Karasiow     | 19,17 |
| 5.  | Szwecja | Thord Carlsson       | 18,61 |
| 6.  | Polska  | Edmund Antczak       | 18,21 |
| 7.  | Włochy  | Renato Bergonzoni    | 17,38 |

### Rzut dyskiem
| Lp. | Państwo | Zawodnik          | Wynik |
| --- | ------- | ----------------- | ----- |
| 1.  | Szwecja | Rickard Bruch     | 64,88 |
| 2.  | RFN     | Hein-Direck Neu   | 61,40 |
| 3.  | ZSRR    | Władimir Liachow  | 59,26 |
| 4.  | Polska  | Leszek Gajdziński | 59,22 |
| 5.  | NRD     | Detlef Thorith    | 59,02 |
| 6.  | Włochy  | Silvano Simeon    | 58,14 |
| 7.  | Francja | Jacques Nys       | 52,30 |

### Rzut młotem
| Lp. | Państwo | Zawodnik              | Wynik |
| --- | ------- | --------------------- | ----- |
| 1.  | ZSRR    | Anatolij Bondarczuk   | 70,46 |
| 2.  | RFN     | Uwe Beyer             | 69,46 |
| 3.  | NRD     | Reinhard Theimer      | 69,32 |
| 4.  | Polska  | Stanisław Lubiejewski | 65,50 |
| 5.  | Włochy  | Mario Vecchiato       | 64,50 |
| 6.  | Szwecja | Sune Blomqvist        | 63,20 |
| 7.  | Francja | Vladimir Prikhodko    | 60,90 |

### Rzut oszczepem
| Lp. | Państwo | Zawodnik           | Wynik |
| --- | ------- | ------------------ | ----- |
| 1.  | Polska  | Władysław Nikiciuk | 82,46 |
| 2.  | ZSRR    | Jānis Lūsis        | 81,74 |
| 3.  | RFN     | Klaus Wolfermann   | 80,90 |
| 4.  | Szwecja | Raimo Pihl         | 79,52 |
| 5.  | NRD     | Manfred Stolle     | 78,62 |
| 6.  | Francja | Lolesio Tuita      | 70,34 |
| 7.  | Włochy  | Renzo Cramerotti   | 68,94 |